# Scaphandridae
Scaphandridae is een familie van weekdieren uit de klasse van de Gastropoda (slakken).

## Geslachten
- Alicula Eichwald, 1830 †
- Cylichnium Dall, 1908
- Kaitoa Marwick, 1931 †
- Maoriscaphander Dell, 1950
- Meloscaphander Schepman, 1913
- Micraenigma Berry, 1953
- Priscaphander Finlay & Marwick, 1937 †
- Roxania Leach, 1847
- Sabatia Bellardi, 1877
- Scaphander Montfort, 1810
- Taita Laws, 1948 †